# Сога-но Кура-но Ямада-но Исикава-но Маро
 Сога-но Кура-но Ямада-но Исикава-но Маро  (яп. 蘇我倉山田石川麻呂,  (?) — 649) — японский государственный и политический деятель 1-й половины VII века периода Асука, времён правления Императрицы Когёку и Императора Котоку .

## Биография
Сога-но Кура-но Ямада-но Исикава-но Маро был представителем аристократического рода Сога и первым обладателем должности удайдзина. Сын Сога-но Курамаро и внук Сога-но Умако.
Был участником заговора 645 года. После убийства Сога-но Ируки возглавил род Сога.
В 649 году Исикава-но Маро был обвинён в измене Сога-но Химукой. Совершил самоубийство в храме Ямада-дэра вместе с жёнами и детьми, некоторые из его родственников и слуг были арестованы и казнены. Когда выяснилась невиновность Исикава-но Маро, клеветник Сога-но Химука был назначен управителем отдалённой провинции Цукуси, что фактически являлось ссылкой.
Его дочь Ти-но ирацумэ была женой императора Котоку, другая дочь Мэй-но ирацумэ — женой принца Нака-но-оэ, который впоследствии стал императором Тэндзи.